# Holorusia perobtusa
Holorusia perobtusa är en tvåvingeart som först beskrevs av Alexander 1961.  Holorusia perobtusa ingår i släktet Holorusia och familjen storharkrankar. Inga underarter finns listade i Catalogue of Life.